# Josef Mifek (odbojář)
Josef Mifek (1. listopadu 1911 Třebětín – 8. září 1943 Věznice Plötzensee) byl český dělník a odbojář z období druhé světové války popravený nacisty.

## Život
Josef Mifek se narodil 1. listopadu 1911 v Třebětíně, který je dnes součástí Letovic, v rodině továrního dělníka Eduarda Mifka a Anastazie, rozené Pospíšilové. Vychodil živnostenskou pokračovací školu a stal se stolařem. V roce 1940 byl zaměstnán ve firmě bratří Kleinů. Byl členem Komunistické strany Československa a Jednoty dělnictva textilního průmyslu. V roce 1937 se v Brně oženil s Marií Daňkovou (1908–1986), ve stejném roce se mu narodil syn Eduard, pozdější energetik a člen Českého svazu bojovníků za svobodu, a v roce 1943 dcera Jana.

## Druhá světová válka
Po německé okupaci vstoupil Josef Mifek do protinacistického odboje. Datum jeho zatčení gestapem není úplně jisté, snad se tak stalo v únoru 1943, kdy je datován jeho první dopis z vězení. Zcela jistě se tak stalo ještě před narozením dcery Jany, kterou nikdy neviděl. Vězněn byl v brněnských Kounicových kolejích, od června 1943 pak v Breslau a od srpna téhož roku v berlínské věznici Plötzensee. Lidovým soudem byl odsouzen k trestu smrti a 8. září 1943 byl během tzv. Krvavých nocí oběšen.

## Posmrtná ocenění
- Josef Mifek obdržel in memoriam Československý válečný kříž 1939
- V roce 1978 byla po Josefu Mifkovi pojmenována ulice v brněnské Líšni[4]